# Willie Hunter
Willie Hunter − amerykański bokser, brązowy medalista igrzysk panamerykańskich w Buenos Aires.

## Kariera amatorska
W 1951 r. zdobył srebrny medal na igrzyskach panamerykańskich w Buenos Aires. W półfinałowej walce w kategorii lekkiej, Hunter przegrał na punkty z Argentyńczykiem Oscarem Galardo. W walce o brązowy medal na igrzyskach zmierzył się z innym półfinałowym przegranym, Brazylijczykiem Leo Koltunem. Walka zakończyła się zwycięstwem Huntera, który zdobył brązowy medal w kategorii lekkiej.